# Pierino Fuzzi
Pierino Fuzzi (Conselice, 14 dicembre 1919 – ...) è stato un calciatore italiano, di ruolo portiere.

## Carriera
Cresciuto nel Carpi, società con cui esordisce in Serie C, viene notato ed acquistato dal Bologna. Con i felsinei milita per numerose stagioni in Serie A con il ruolo di secondo portiere, situazione che gli impedisce di esordire in campionato.
Nell'immediato dopoguerra passa all'Atalanta, con cui debutta nel massimo campionato, instaurando un dualismo con Giuseppe Casari. La spunterà quest'ultimo, anche a causa di due partite consecutive contro Inter e Juventus, nelle quali Fuzzi incassò 7 reti (3 coi nerazzurri e 4 coi bianconeri).
Al termine della stagione viene ceduto alla Centese, in Serie B.

## Palmarès

### Giocatore

#### Club

##### Competizioni nazionali
- Campionato italiano: 1

Bologna: 1940-1941